# Обвідна (станція)
Обвіднá — проміжна залізнична станція Дніпровської дирекції Придніпровської залізниці на обхідній залізничній лінії 175 км — Зустрічний, що сполучає Сухачівка зі станцією Нижньодніпровськ-Вузол. Розташована у південній частині міста Дніпра, Чечелівському районі, місцевість Краснопілля.

## Історія
Станція відкрита 1964 року. 

## Пасажирське сполучення
На станції Обвідна раніше зупинялися приміські електропоїзди, що курсували зі станцій Кам'янське-Пасажирське, Сухачівка до станції Синельникове I (наразі приміське сполучення припинено на невизначений час).